# Jekaterina Igorewna Konstantinowa
Jekaterina Igorewna Konstantinowa (russisch Екатерина Игоревна Константинова; * 13. Oktober 1995) ist eine russische Shorttrackerin.

## Werdegang
Konstantinowa debütierte im Weltcup zu Beginn der Saison 2014/15 in Salt Lake City und belegte dabei den 17. Platz über 1500 m. Im weiteren Saisonverlauf erreichte sie mit dritten Plätzen mit der Staffel über 3000 m in Montreal und Seoul ihre ersten Podestplatzierungen im Weltcup. Bei den Europameisterschaften 2015 in Dordrecht gewann sie die Goldmedaille mit der Staffel über 3000 m.  Zu Beginn der Saison 2015/16 kam sie beim Weltcup in Montreal und in Toronto mit dem dritten Platz mit der Staffel über 3000 m erneut aufs Podium. Bei den Europameisterschaften 2016 in Sotschi gewann sie die Silbermedaille mit der Staffel. Zudem wurde sie Fünfte im Mehrkampf und errang dabei den zweiten Platz über 3000 m. Im folgenden Jahr holte sie bei den Europameisterschaften in Turin die Bronzemedaille im Mehrkampf. Dabei kam auf den dritten Platz über 1000 m und auf den zweiten Rang über 3000 m. Im Februar 2017 holte sie in Minsk mit der Staffel ihren ersten Weltcupsieg. Ihre besten Resultate bei den Weltmeisterschaften 2017 in Rotterdam waren der 11. Platz über 500 m und der sechste Rang mit der Staffel. Bei den Europameisterschaften 2018 in Dresden holte sie die Goldmedaille mit der Staffel und errang zudem den neunten Platz im Mehrkampf. Im Februar 2018 lief sie bei den Olympischen Winterspielen in Pyeongchang auf den fünften Platz mit der Staffel.
In der Saison 2018/19 holte Konstantinowa zwei Siege mit der Staffel und belegte zudem jeweils einmal den zweiten und dritten Platz mit der Staffel. Bei den Europameisterschaften 2019 in Dordrecht gewann sie die Silbermedaille mit der Staffel. Im Mehrkampf errang sie dort den 15. Platz. Im März 2019 holte sie bei den Weltmeisterschaften in Sofia die Silbermedaille mit der Staffel. In der folgenden Saison errang sie in Nagoya den dritten Platz und in Montreal den zweiten Platz mit der Staffel. Bei den Europameisterschaften 2020 in Debrecen holte sie die Bronzemedaille mit der Staffel.
2016 wurde Konstantinowa bei einer Dopingkontrolle positiv auf Meldonium getestet.

## Weltcupsiege im Team
| Nr. | Datum            | Ort       |
| --- | ---------------- | --------- |
| 1.  | 12. Februar 2017 | Dresden 1 |
| 2.  | 4. November 2018 | Calgary 2 |
| 3.  | 3. Februar 2019  | Dresden 2 |

## Persönliche Bestzeiten
- 500 m      43,546 s (aufgestellt am 11. Dezember 2015 in Shanghai)
- 1000 m    1:28,202 min. (aufgestellt am 1. November 2019 in Salt Lake City)
- 1500 m    2:19,926 min. (aufgestellt am 1. November 2019 in Salt Lake City)
- 3000 m    5:06,030 min. (aufgestellt am 22. Dezember 2019 in Kolomna)